# Adiantum poiretii
Adiantum poiretii là một loài thực vật có mạch trong họ Adiantaceae. Loài này được Wikstr. miêu tả khoa học đầu tiên năm 1826.

## Hình ảnh

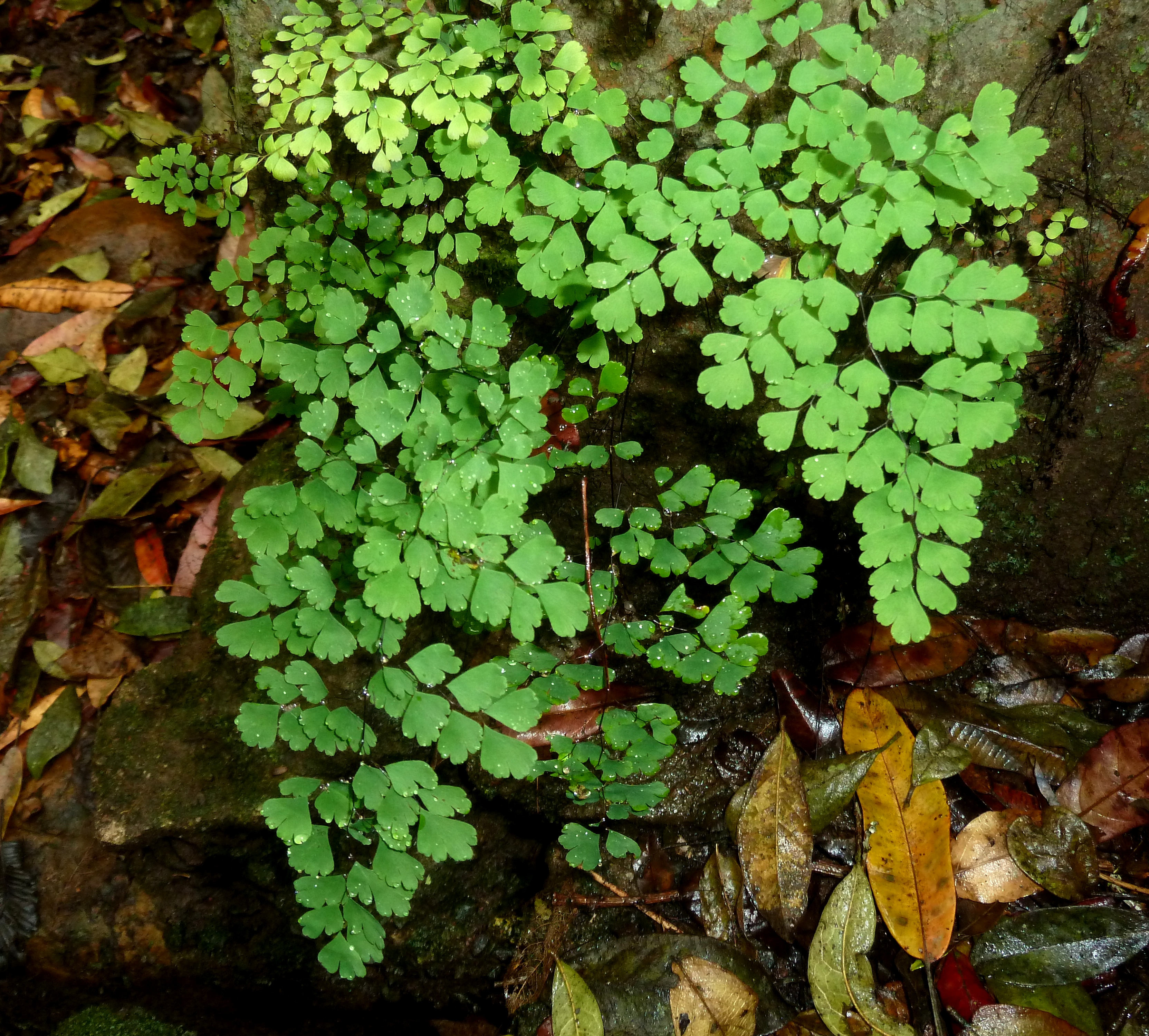
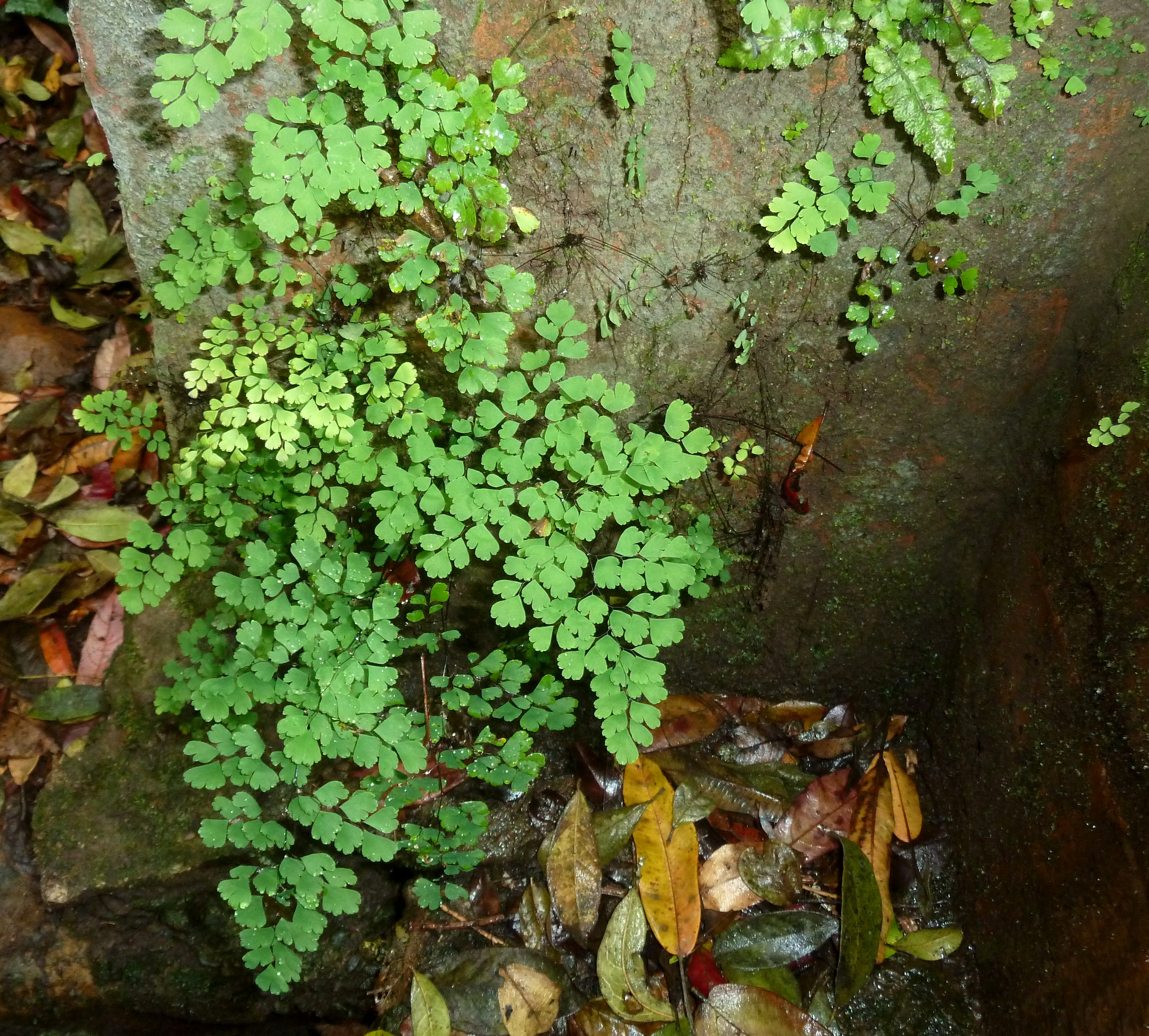
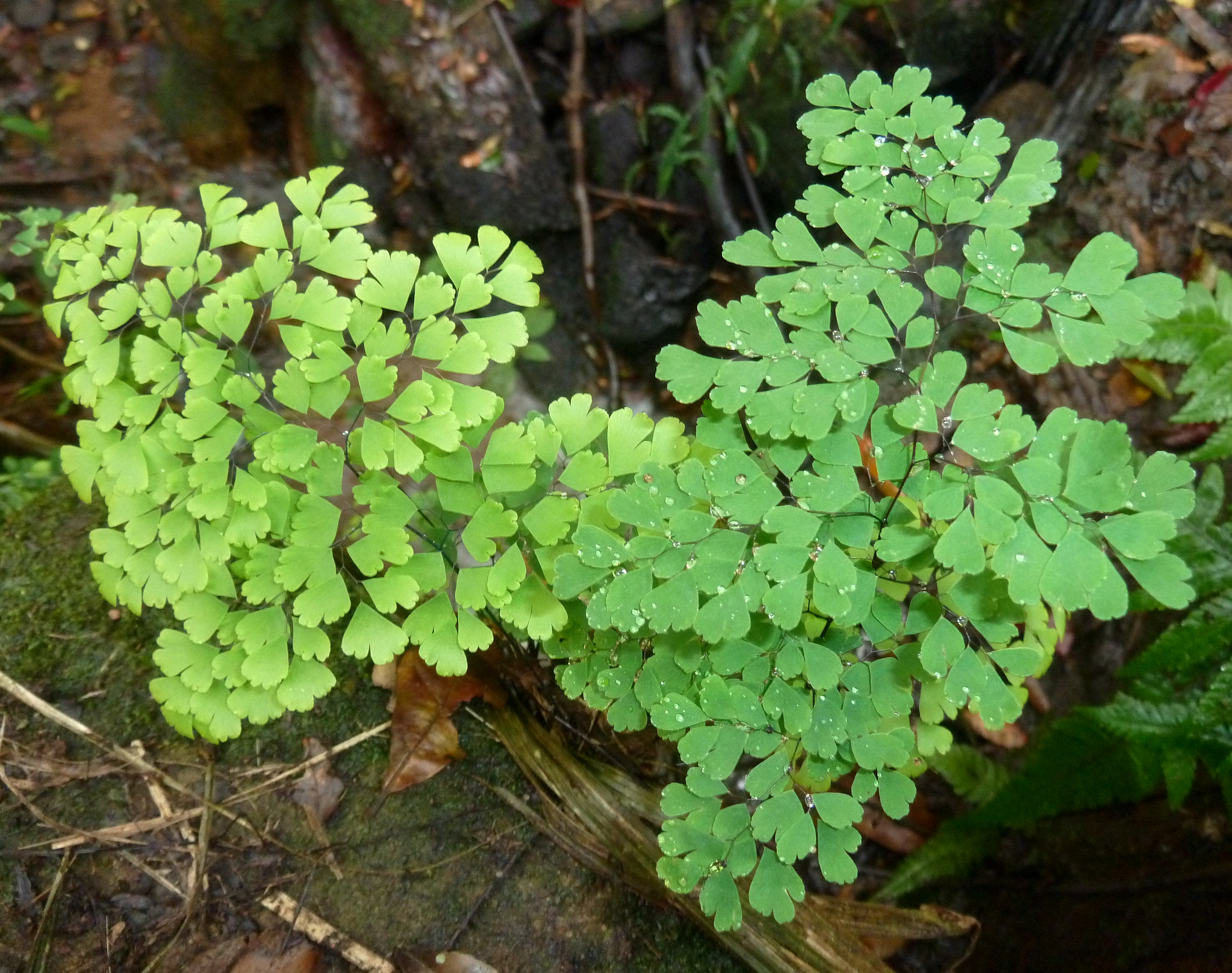